# フォウ・ムラサメ
フォウ・ムラサメ（Four Murasame）は、アニメ『機動戦士Ζガンダム』に登場する架空の人物。
担当声優は、テレビ版では島津冴子、劇場版ではゆかな。

## キャラクター概要
地球連邦軍傘下のムラサメ研究所にて、強化人間として改造された女性。階級は少尉。年齢は不詳だが、書籍によっては16歳と設定されている。テレビ版『Ζ』第36話でカミーユ・ビダンが見たフォウのデータでは、宇宙世紀0071年6月29日生まれとなっている。また、富野由悠季監督による小説版などにおいては20代前半、もしくは20歳前後を思わせる描き方が成されている。薄いエメラルド色の髪が特徴。
一年戦争で戦災孤児になり、ムラサメ研究所に引き取られた。フォウ・ムラサメの名は、「強化」のため、自身の過去の記憶や本当の名前すら失った彼女にムラサメ研究所が便宜的に与えた仮名であり、ムラサメ研究所の4（four）番目の被験体という意味である。本名は未だ明らかになっていないが、小説『フォウストーリー そして、戦士に…』の作中ではキョウの名でムラサメ研究所に入所している。

## 劇中での軌跡

### 機動戦士Ζガンダム
可変モビルアーマー「サイコ・ガンダム」と共に実戦参加した際、ティターンズに功績を上げれば記憶を返すと言い包められ、ホンコン・シティにおいてカミーユ・ビダンの乗るガンダムMk-IIと戦う。しかしカミーユと何度か会う中で心を通わせ、心の底から素直になれたカミーユのひたむきな言葉はフォウに届き、カミーユが宇宙に戻らなければならないことを知ると、ガルダ級大型輸送機スードリに搭載されていたシャトル用ブースターを独断で射出、ガンダムMk-IIを宇宙へと送る。そしてスードリの爆発に巻き込まれ死亡したと思われた（なお劇場版では、ブースター射出を止めようとしたベン・ウッダーの銃撃で死亡したため、後述のキリマンジャロでカミーユと再会するシーンは描かれなかった）。
その後、エゥーゴとカラバによるキリマンジャロ基地の攻撃作戦の際、地上に降りてきたカミーユの前に、サイコ・ガンダムの2号機と共に現れる。以前より強化が進んでおり、カミーユの説得に応じつつも戦火を目の当たりにして豹変。サイコ・ガンダムに乗り戦闘を始めるが、カミーユの必死の説得によって心を取り戻す。しかし、Ζガンダムを狙ってジェリド・メサの乗るバイアランが攻撃してきた際、身を挺してカミーユをかばって盾となり息を引き取る。敵に利用され続けながら健気に生き、想いを寄せたフォウの死は、カミーユの心に大きな傷跡を残すこととなり、この一部始終を見ていたアムロ・レイとシャア・アズナブルには、ララァ・スンの死という7年前の苦い記憶を想起させた。
最終回では、パプテマス・シロッコとの最終対決においてカミーユの呼びかけに応じ、彼と同化した死者の思念として登場した。

### 機動戦士ガンダムΖΖ
『機動戦士ガンダムΖΖ』では、最終回で主人公・ジュドー・アーシタとハマーン・カーンによる一騎討ちの際、ジュドーは途中でΖΖガンダムの合体を解除したため、ピンチに陥ったがジュドーを守ろうとするカミーユ（の思念）などと共に再登場し、ΖΖを再合体させてジュドーを助けている。

## フォウ・ストーリー
『アニメージュ』（徳間書店）1986年2月号の付録として『機動戦士Ζガンダム』以前のフォウを描いた小説作品があり、脚本家の1人、遠藤明範によるオリジナルとして発表された外伝作品である。
本作では、『Ζガンダム』本編では語られなかった、彼女が求め焦がれてやまなかった「失われた記憶」がどのようなものであったが描かれており、本作ではフォウと名付けられる前はキョウという名前となっている。また、『機動戦士ガンダム』のミハル・ラトキエの弟ジルが登場している。
なお、本作は雑誌の付録だったために入手困難な作品であったが、2001年に加筆や再構成を経て文庫化され、角川スニーカー文庫『フォウ・ストーリー そして、戦士に…』（ISBN 4-04-411906-6）として発刊された。後に遠藤が『機動戦士ガンダムΖΖ』の小説化を担当することになった際、実績のない新人である彼の力量を危惧した編集者も、この小説によって不安を払拭したという。

## 麗しのフォウ・ムラサメ
『月刊ニュータイプ』1986年12月号に、この表題で北爪宏幸によるフォウのヌードイラストピンナップが掲載された。
これは当時流行しつつあった、同人による性的描写を伴う二次創作へのアンチテーゼとして、正式なイラストレーターによるヌードポスターを発表するという意図のもと企画されたものである、という趣旨のコメントが発表時に公開されている。かつて『月刊OUT』に掲載された「悩ましのアルテイシア」へのオマージュとも言えるこのイラストは、後年、『北爪宏幸画集 Characters of GUNDAM』に収録されている。
北爪は後年、『ガンダムエース』誌上で「若気の至りだった」という旨の発言をしている。なお、劇場版『Ζ』公開に併せて刊行された『Ζガンダムエース』の付録用イラストでもフォウの裸身を描いており、『Ζ』放映当時から約20年の間で生じた画風の変化が見てとれる。

## 劇場版『Ζ』における声優交代
「新訳」として新たにまとめられた劇場版『機動戦士Ζガンダム A New Translation』では、20名以上に上る大幅なキャストの変更が行われた。その中でもフォウ・ムラサメに関しては、テレビ版声優である島津冴子が「富野由悠季総監督はフォウ役を変更する考えはなかったが、オーディションの連絡が音響監督の不手際でオリジナルキャストの島津には行っていなかった」という趣旨の手記を公開した。だが、後に富野がこの手記を否定するような発言を行ったり、島津もまた手記の公開後にこれに関する追加のコメントは行っていないなど、正確な真相は明らかになっていない。

## 逸話
作画監督を務めた北爪は、切れ長の目に険のある少女として安彦良和がデザインしたフォウの日常における顔を、つぶらな瞳の邪気のない美少女のように描いている。ここからは彼が、湖川友謙率いるアニメーター集団「ビーボォー」の中でも美少女系アニメに嗜好が傾いていた事実が窺えるが、主人公カミーユの設定資料にも「他愛のないお遊びはご自由に」と書き添えた安彦は、特に不快を表すこともなくこれを黙認した。
また、安彦による設定書では、フォウの後ろ髪は上向きに跳ね上がっているが、北爪は後ろ髪をストレートに垂らして描いている。劇場版II『恋人たち』の新作画カットでは表情も含めて比較的設定書に忠実に描かれているため、テレビ版からのカットとビジュアルの不統一が生じている。
総監督の富野曰く、テレビシリーズの当初の構想ではフォウは第20話「灼熱の脱出」で死なせる予定であったとの事である。しかし、そこでフォウを死なせてしまったらストーリーが1年続かない事に気付いたため、うやむやな形で生死不明という事で一時離脱させ、第35話「キリマンジャロの嵐」で再登場させたという。従って、劇場版では当初の構想を忠実に反映させた話の流れとなっている。

## 主な搭乗機
MRX-009 サイコ・ガンダム

## 評価
『愛と戦いのロボット 完全保存版』で発表されたアンケート「みんなで選ぶロボットアニメーションベスト100」では、「一番お気に入りのヒロインは？」で第16位にランクインした。